# Donnie Freeman
Donald E. "Donnie" Freeman (Madison, Illinois, 18 de julio de 1944) es un exjugador de baloncesto estadounidense, que disputó ocho temporadas en la ABA y una más en la NBA. Con 1,90 metros de estatura, jugaba en la posición de base.

## Trayectoria deportiva

### Universidad
Jugó durante tres temporadas en los Fighting Illini de la Universidad de Illinois, en las que promedió 20,1 puntos y 10,3 rebotes por partido. Acabó su carrera con 1.449 puntos, líder histórico entonces de su universidad (hoy en día ocupa el puesto 11). en su última temporada fue incluido en el mejor quinteto de la Big Ten Conference, tras promediar 27,8 puntos por partido, récord aún vigente en los Illini.

### Profesional
Fue elegido en la vigésimo novena posición del Draft de la NBA de 1966 por Philadelphia 76ers, pero fue despedido antes del comienzo de la competición, jugando un año en la AAU, para firmar al siguiente con los Minnesota Muskies. Allí fue titular desde el primer partido, acabando su primera temporada con 16,3 puntos y 4,7 rebotes por partido. Ese año hizo su primera aparición en un All-Star Game de la ABA, partido en el que fue el segundo máximo anotador, con 20 puntos.
Al año siguiente el equipo se trasladó a Florida, convirtiéndose en los Miami Floridians. Allí continuó su progresión, liderando al equipo en anotación, con 22,1 puntos por partido, y acabando en la segunda posición entre los mejores pasadores de la liga, solo por detrás de Larry Brown, con 6,4 asistencias por encuentro. Volvió a disputar el All-Star Game, donde fue el máximo anotador con 21 puntos, y fue incluido en el segundo mejor quinteto de la ABA.
En la temporada 1969-70 lograría su tope en anotación, promediando 27,4 puntos por partido, cuando su entrenador le pidió que lanzara un mínimo de 30 veces a canasta en cada partido, acabando solo por detrás de Spencer Haywood y de Bob Verga. Repitió aparición en el segundo mejor quinteto de la ABA. y también en el All-Star, donde en esta ocasión se quedó en 10 puntos.
Al año siguiente sería traspasado, junto con una futura ronda del Draft, a los Utah Stars, a cambio de Mack Calvin y Tom Washington. En su nuevo equipo continuó como jugador más destacado, promediando 23,6 puntos y 5,7 rebotes por partido, pero mediada la temporada fue nuevamente  traspasado, junto con Wayne Hightower a los Texas Chaparrals, a cambio de Ron Boone y Glen Combs. Nada varió en su nuevo equipo, manteniendo sus estadísticas, y, como en los dos años anteriores, repitió aparición en el segundo mejor quinteto de la ABA. y en el All-Star, en el que consiguió 17 puntos y 7 rebotes.
En la temporada 1971-72 por fin aparecería en el mejor quinteto de la competición, a pesar de que no fue su mejor temporada a nivel estadístico, promediando 24,1 puntos y 3,4 asistencias. Ese año también disputaría el que sería su último All-Star, en el que anotaría 13 puntos.
Al año siguiente fue traspasado a Indiana Pacers a cambio de Marv Winkler. Y en su primera temporada en el equipo lograría el título que le faltaba, el anillo de campeones de la ABA, que lograron tras derrotar en las Finales a los Kentucky Colonels por un apretado 4-3. A pesar de sus promedios quedaron lejos de sus mejores temporadas, Freeman volvió a ser una pieza clave, promediando 14,3 puntos y 2,8 rebotes por partido.
Tras una temporada más en los Pacers, en 1974 sería traspasado a San Antonio Spurs, donde continuaría siendo titular en la que iba a ser su último año en la liga. Promedió 15,5 puntos y 2,6 asistencias por partido. Al acabar la temporada se convortió en agente libre, fichando Los Angeles Lakers de la NBA. En el equipo de Kareem Abdul-Jabbar tuvo que conformarse con ser el suplente de Lucius Allen, acabando como quinto mejor anotador de su equipo, con 10,8 puntos, su peor marca como profesional. Tras ser despedido, se retiraría definitivamente.
Fue el quinto jugador en lograr más de 10.000 puntos en la ABA, En 1997 fue uno de los 30 jugadores elegidos en el mejor equipo de todos los tiempos de la ABA.

## Estadísticas de su carrera en la NBA y la ABA

### Temporada regular
| Temp.   | Edad | Equipo             | Liga  | P   | TIT | MIN  | TC  | TCA  | %TC  | 3P  | 3PA | %3P  | TL  | TLA | %TL  | R.OF. | R.DEF. | REB | ASIS | ROB | TAP | PER | FP  | PTS  |
| 1967-68 | 23   | Minnesota Muskies  | ABA   | 69  |     | 35.2 | 6.0 | 14.7 | .409 | 0.0 | 0.1 | .000 | 4.3 | 6.0 | .715 |       |        | 4.7 | 2.8  |     |     | 2.7 | 2.7 | 16.3 |
| 1968-69 | 24   | Miami Floridians   | ABA   | 78  |     | 36.8 | 8.3 | 17.3 | .484 | 0.0 | 0.3 | .087 | 5.4 | 6.8 | .787 | 1.6   | 2.1    | 3.7 | 6.4  |     |     | 2.9 | 2.9 | 22.1 |
| 1969-70 | 25   | Miami Floridians   | ABA   | 79  |     | 40.1 | 9.7 | 21.3 | .455 | 0.1 | 0.2 | .263 | 7.9 | 9.6 | .822 | 1.7   | 3.4    | 5.1 | 3.7  |     |     | 2.4 | 3.2 | 27.4 |
| 1970-71 | 26   | TOTAL              | ABA   | 66  |     | 36.6 | 9.0 | 18.7 | .483 | 0.0 | 0.1 | .000 | 5.6 | 7.0 | .800 | 2.2   | 2.7    | 4.9 | 5.0  |     |     | 2.6 | 2.9 | 23.6 |
| 1970-71 | 26   | Utah Stars         | ABA   | 24  |     | 33.4 | 8.5 | 17.8 | .479 | 0.0 | 0.2 | .000 | 6.5 | 7.9 | .831 | 2.8   | 3.0    | 5.7 | 4.9  |     |     | 3.3 | 3.3 | 23.6 |
| 1970-71 | 26   | Texas Chaparrals   | ABA   | 42  |     | 38.4 | 9.3 | 19.2 | .485 | 0.0 | 0.1 | .000 | 5.0 | 6.4 | .778 | 2.0   | 2.5    | 4.5 | 5.1  |     |     | 2.2 | 2.7 | 23.6 |
| 1971-72 | 27   | Dallas Chaparrals  | ABA   | 72  |     | 33.0 | 8.7 | 18.6 | .470 | 0.0 | 0.1 | .400 | 6.6 | 8.0 | .825 | 1.4   | 1.5    | 2.9 | 3.4  |     |     | 2.4 | 2.5 | 24.1 |
| 1972-73 | 28   | Indiana Pacers     | ABA   | 77  |     | 28.2 | 5.4 | 12.1 | .442 | 0.0 | 0.1 | .333 | 3.6 | 4.5 | .808 | 1.3   | 1.5    | 2.8 | 2.5  |     |     | 2.1 | 2.9 | 14.3 |
| 1973-74 | 29   | Indiana Pacers     | ABA   | 66  |     | 26.3 | 5.8 | 12.7 | .456 | 0.0 | 0.0 | .000 | 2.7 | 3.4 | .797 | 1.4   | 1.2    | 2.5 | 2.5  | 0.7 | 0.3 | 2.0 | 2.6 | 14.3 |
| 1974-75 | 30   | San Antonio Spurs  | ABA   | 77  |     | 30.9 | 5.9 | 13.1 | .448 | 0.0 | 0.1 | .000 | 3.8 | 4.6 | .821 | 1.4   | 1.0    | 2.4 | 2.6  | 0.8 | 0.2 | 1.7 | 2.2 | 15.5 |
| 1975-76 | 31   | Los Angeles Lakers | NBA   | 64  |     | 23.1 | 4.1 | 9.5  | .434 |     |     |      | 2.5 | 3.1 | .819 | 1.1   | 1.7    | 2.8 | 2.7  | 0.9 | 0.2 |     | 2.5 | 10.8 |
| Total   |      |                    | TOTAL | 648 |     | 32.4 | 7.0 | 15.4 | .456 | 0.0 | 0.1 | .151 | 4.8 | 6.0 | .800 | 1.5   | 1.9    | 3.5 | 3.5  | 0.8 | 0.2 | 2.4 | 2.7 | 18.9 |
|         |      |                    | ABA   | 584 |     | 33.5 | 7.4 | 16.1 | .458 | 0.0 | 0.1 | .151 | 5.0 | 6.3 | .799 | 1.6   | 1.9    | 3.6 | 3.6  | 0.8 | 0.3 | 2.4 | 2.7 | 19.8 |
|         |      |                    | NBA   | 64  |     | 23.1 | 4.1 | 9.5  | .434 |     |     |      | 2.5 | 3.1 | .819 | 1.1   | 1.7    | 2.8 | 2.7  | 0.9 | 0.2 |     | 2.5 | 10.8 |

### Playoffs
| Temp.   | Edad | Equipo            | Liga | P  | MIN  | TCA | TC  | 3PA | 3P | TLA | TL  | R.OF. | REB | ASIS | ROB | TAP | PER | FP  | PTS  | %TC  | %3P  | %FT  | MIN  | PTS  | REB | AST |
| 1967-68 | 23   | Minnesota Muskies | ABA  | 10 | 365  | 56  | 134 | 0   | 4  | 46  | 63  |       | 50  | 56   |     |     | 39  | 46  | 158  | .418 | .000 | .730 | 36.5 | 15.8 | 5.0 | 5.6 |
| 1968-69 | 24   | Miami Floridians  | ABA  | 12 | 434  | 98  | 214 | 0   | 1  | 61  | 75  |       | 48  | 50   |     |     | 29  | 28  | 257  | .458 | .000 | .813 | 36.2 | 21.4 | 4.0 | 4.2 |
| 1970-71 | 26   | Texas Chaparrals  | ABA  | 4  | 144  | 38  | 84  | 0   | 3  | 13  | 16  | 12    | 24  | 5    |     |     | 7   | 9   | 89   | .452 | .000 | .813 | 36.0 | 22.3 | 6.0 | 1.3 |
| 1971-72 | 27   | Dallas Chaparrals | ABA  | 4  | 144  | 45  | 103 | 0   | 0  | 17  | 27  |       | 24  | 10   |     |     | 7   | 11  | 107  | .437 |      | .630 | 36.0 | 26.8 | 6.0 | 2.5 |
| 1972-73 | 28   | Indiana Pacers    | ABA  | 18 | 557  | 105 | 237 | 0   | 2  | 71  | 89  | 27    | 48  | 50   |     |     | 40  | 52  | 281  | .443 | .000 | .798 | 30.9 | 15.6 | 2.7 | 2.8 |
| 1973-74 | 29   | Indiana Pacers    | ABA  | 6  | 158  | 30  | 69  | 0   | 0  | 14  | 20  | 2     | 10  | 8    | 4   | 0   | 9   | 14  | 74   | .435 |      | .700 | 26.3 | 12.3 | 1.7 | 1.3 |
| 1974-75 | 30   | San Antonio Spurs | ABA  | 6  | 166  | 33  | 72  | 0   | 0  | 8   | 10  | 11    | 14  | 19   | 2   | 0   | 8   | 16  | 74   | .458 |      | .800 | 27.7 | 12.3 | 2.3 | 3.2 |
| Total   |      |                   | ABA  | 60 | 1968 | 405 | 913 | 0   | 10 | 230 | 300 | 52    | 218 | 198  | 6   | 0   | 139 | 176 | 1040 | .444 | .000 | .767 | 32.8 | 17.3 | 3.6 | 3.3 |